# Olleta
L'olleta (denominada també olla o olleta d'arròs) és un plat típic del País Valencià. És un guisat que inclou verdures, llegums, ossos i diferents carns i embotits i, en la major part dels casos, arròs. És un consistent plat únic típic en general de les comarques de l'interior del País Valencià, encara que també hi ha alguna variant a les comarques litorals. Durant anys va ser molt popular, ja que gràcies a la llarga cocció necessària per a la seua preparació (més de dues hores) es podia extraure tota la substància als talls de carn menys vistosos, per la qual cosa és un plat barat i complet gràcies a les verdures que hi incorpora.

## Variants
Pràcticament cada poble té la seua pròpia versió d'olla, si bé és possible generalitzar unes quantes receptes:
- Olla de recapte: Típica de Morella amb cecina.[2]
- Olla de la Plana: És més o menys com a la resta del País llevat que mai du arròs, i que en dies de quaresma es fa un tipus d'olleta que no inclou productes carnis (només verdures com ara card, bledes, nap o garrofons).[3]
- Olla segorbina: Amb cansalada i dues versions de card o de col.[4]
- Olla xurra: molt semblant a l'anterior.[5]
- Olleta de músic: Típica d'Alcoi amb carabassa i sense arròs perquè els músics que amenitzen les desfilades dels Moros i Cristians puguen menjar alguna cosa calent a la nit sense que es passe l'arròs.[6]
- Olla gitana: Típica del Baix Vinalopó, el Baix Segura i la Regió de Múrcia.[7]

## Altres plats similars
Hi ha altres plats valencians com l'arròs amb bledes, l'arròs amb fesols i naps o el blat picat que podrien classificar-se com a olletes, encara que no reben aquesta denominació.